# Heliconius eueidina
Heliconius eueidina är en fjärilsart som beskrevs av Charles Oberthür 1916. Heliconius eueidina ingår i släktet Heliconius och familjen praktfjärilar. Inga underarter finns listade i Catalogue of Life.